# Aonidiella orientalis
Aonidiella orientalis là một loài côn trùng trong họ Diaspididae. Loài này được Newstead miêu tả khoa học đầu tiên năm 1894.
Đây là loài gây hại của cây Lovoa swynnertonii, phát triển phổ biến ở Cameroon.